# 加利·卡希爾
加利·占士·卡希爾（英語：Gary James Cahill，1985年12月19日—）是一名已退役英格蘭足球運動員，擔任中堅。

## 球會生涯

#### 早年
卡希爾在德比郡的「週日聯賽」球隊「AFC当菲尔德」（AFC Dronfield）開始參加足球比賽，同時在打比郡足球學院（Derby County Academy）接受訓練，直到15歲他轉投阿士東維拉青訓學院。

#### 阿士東維拉
卡希爾初時為維拉預備隊上陣，直到般尼因為一對中堅冼佳亞及麦格里尔相繼受傷，領隊科特里爾於2004年11月9日從維拉借用年方18歲的卡希爾1個月，同日首次上陣，於英格蘭聯賽盃主場對熱刺，雖然以0-3落敗，他的表現尚算滿意。由於般尼的傷患問題未解決，卡希爾獲延長借用1個月，在聖誕賽期，協助球隊分別以1-0擊敗韋根及史篤城，於對史篤城更射入致勝球及個人首個聯賽入球。由於表現出色，借用期再延長至球季結束，期間卡希爾合共為般尼上陣32場及射入1球，更獲選為球會年度最佳球員及年度最佳青年球員。
2005年9月20日卡希爾首度為一隊上陣，於英格蘭聯賽盃作客8-3大勝韋甘比以正選身份鎮守中路，但被對手上半場攻入3記頭球而被換離場。他因扭傷足踝韌帶而進行手術，需要缺陣長達4個月，康復期間他與球會就續約問題展開拉鋸戰。2006年4月1日在英超作處子登場，作客對阿仙奴，於下半場52分鐘入替迪拉告魯斯（Ulises de la Cruz），維拉以0-5慘敗而回。他的表現直到4月9日「西米德蘭茲打吡」（West Midlands derby）0-0賽和西布朗才告穩定下來，賽後他仍然不允接受維拉提供的四年新約；一星期後的4月16日，更重要的「伯明翰打吡」（Birmingham derby）在主場維拉公園球場迎戰同市死敵伯明翰城，其演出更教人眼前一亮，他在56分鐘以「凌空窩利」射破米克·泰萊十指關，為球隊再度領前2-1兼射入個人首個英超入球，更因過度慶祝而被罰黃牌警告，維拉最終3-1獲勝。球季結束後，卡希爾終於同意續約三年。
馬田·奧尼爾於2006/07年球季接手任教維拉，而卡希爾卻因季前膝傷一直高掛免戰牌，直到2006年10月18日才為預備隊作客韋斯咸踢足全場。上季整季因傷缺陣後重獲正選的马丁·劳尔森再次觸傷膝蓋舊患，需休戰3個月，卡希爾才取得上陣機會，整季上陣20場英超及1場英格蘭足總盃賽事。
2007/08年球季維拉從富咸購入扎特·奈特後，卡希爾上陣機會進一步減少，有多支英冠球隊希望借用卡希爾，他在本季僅為維拉上陣兩場，於2007年9月19日被外借到兒時擁戴的錫周三的死敵錫菲聯3個月。卡希爾在9月22日首次扳甲作客2-3負於水晶宮；11月10日他在作客1-0擊敗史篤城射入致勝球兼加盟後首個入球；11月27日再下一城，協助球隊3-0大勝查爾頓。由於表現出色，有傳錫菲聯領隊布莱恩·罗布森有意於轉會窗重開時將他收歸旗下，最終於12月15日對班士利後完成借用，期間合共上陣16場及射入兩球，而卡希爾表示仍未收到維拉的續約條件。
2008年1月轉會窗期間有關卡希爾前途的傳言滿天飛，傳聞維拉的對頭伯明翰城、保頓以至土耳其球會比錫達斯，均表示有意羅致他。

#### 保頓
2008年1月30日卡希爾正式加盟保頓，動筆簽約三年半，轉會費金額沒有透露，其後馬田·奧尼爾透露為500萬英鎊，隨即於2月2日首度上陣作客2-0擊敗雷丁。其時保頓亦已晉級歐洲足協盃淘汰賽階段，2月14日卡希爾首嚐歐洲賽滋味，於32強主場迎戰西甲馬德里體育會，協助球隊1-0獲勝，再於次回合0-0守和對手，累計1-0晉級；16強對士砵亭才累計僅負1-2被淘汰。保頓護級形勢一度吃緊，幸而最後一場前的4場比賽取得3勝1和佳績，5月11日聯賽煞科賽1-1賽和仍有些微希望奪標的車路士，成功護級。而季尾時卡希爾亦獲選為「保頓最佳新加盟球員」（Best Newcomer）。
2008/09年球季卡希爾獲領隊麥格森分發以前由美迪穿著的「5」號球衣。2008年8月26日英格蘭聯賽盃對諾咸頓，他於38分鐘因侵犯對手被罰紅牌離隊，大部分時間10人應戰的保頓亦爆冷1-2不敵提早出局。10月5日作客韋斯咸，卡希爾射入加盟以來首個入球，協助球隊3-1取得勝仗。
2009年8月10日卡希爾續約保頓三年。2009/10年球季球隊開季成績差劣，3場主場賽事僅得1分，於1-1賽和史篤城後遭主場球迷喝倒采，卡希爾呼籲球迷支持球隊，但領隊加里·麥格森最終在12月30日被辭退，卡希爾表示永遠感謝加里·麥格森將他改造成一個更佳的球員。本季他演出神勇，以後防球員身份攻入7球，直到2010年2月初仍是球隊的首席射手。保頓新任領隊科尔透露他在獲得確實卡希爾不會離隊才決定接手。
卡希爾在操練時左臂疼痛及腫脹，被迫退出在2010年2月6日主場對富咸的賽事，並在醫院渡過週末，檢查發現手臂內有血凝塊，預計需要休戰數個月。3月20日卡希爾在作客對阿仙奴復出擔任沒有上陣的後備，兩天後為預備隊對曼城踢足全場。

### 車路士
英超車路士在冬季轉會窗，成功由保頓羅致二十六歲的英格蘭後衛加利卡希爾，傳媒報道，轉會費約七百萬鎊，加利卡希爾說，車路士是一間爭標的大球會，對他而言是重大機遇，難以拒絕加盟。加里卡希爾，將會取代巴西後衛阿歷斯的位置，而阿歷斯由於喪失正選地位，經領隊保亞斯的一輪雪藏後於一月轉會窗加盟巴黎聖日耳門。
2012年5月19日，卡希爾以先發的身分參了切爾西與拜仁慕尼黑的歐冠決賽。並隨隊奪得了歐冠冠軍。同年他的舊東家博爾頓慘遭降級，這使得他在冬歇期加盟切爾西的轉會，成為了史上最明智的轉會。

### 伯恩茅斯
2021年8月20日，卡希爾與英冠俱樂部伯恩茅斯簽訂了為期一年的合約。

## 國家隊生涯
卡希爾曾代表英格蘭U19參賽，2005年代表英格蘭U20友賽俄羅斯及荷蘭，但由於祖父母的關係亦有權代表愛爾蘭，時任愛爾蘭領隊史蒂夫·史當頓曾與他傾談相關事宜。
2007年2月1日剛上任英格蘭U21主帥的皮雅斯徵召卡希爾入伍，他與達比舒亞及乔·哈特是隊中三張新面孔，惟沒有獲派在2月6日對西班牙的賽事上陣。他首次代表英格蘭U21是於3月24日新溫布萊球場揭幕賽迎戰義大利，與安东·费迪南德合作防守中路，最終3-3平手完場；接著於6月5日友賽斯洛伐克繼續正選上陣，但拍檔則換上斯蒂芬·泰勒。卡希爾入選英格蘭U21參賽在荷蘭舉行的2007年歐洲U-21足球錦標賽決賽週大軍名單。揭開賽由於安东·费迪南德及斯蒂芬·泰勒因傷及停賽而缺陣，由卡希爾配搭原任右閘的內姆·奧奴夏鎮守中路，成功抵擋捷克的攻擊，保持清白0-0完場，是他在賽事中唯一上陣的一場，亦是最後一場代表U21上陣。
2009年6月2日卡希爾獲國家隊徵召備戰對哈薩克斯坦的2010年世界盃外圍賽，代替因傷退隊的里奧·費迪南；9月2日又被召入伍作為有輕傷在身的約翰·泰利和韦斯·布朗的替補；10月6日再被召代替乔莱昂·莱斯科特備戰烏克蘭，惟均未能進入18人的出場名單內。

## 榮譽
阿士東維拉
- 維拉年度金球：2005–06年；

般尼
- 般尼年度最佳球員：2004–05年；
- 般尼年度最佳青年球員：2004–05年；

保頓
- 保頓年度球員先生（Players' Player of the Year）： 2008–09年[58]；

切爾西
- 英格蘭足總盃冠軍：2012年；2018年
- 歐洲冠軍聯賽冠軍：2012年；
- 歐霸盃冠軍：2013年；2019年
- 英格蘭聯賽盃  冠軍 2014/15年
- 英格蘭超級聯賽 冠軍：2014/15年、2016/17年

個人
- PFA年度最佳陣容：2014年，2015年

## 外部連結
- 足球数据库：加利·卡希爾的球员统计数据
- Soccerway資料庫：加利·卡希爾
- clarets-mad.co.uk：簡歷（页面存档备份，存于）